# Capul Sivriburun
Capul Sivriburun este cel mai nordic cap de coasta bulgară a Mării Negre. Acesta marchează granița dintre Bulgaria și România.
Este un promontoriu vertical, care se înalță la circa 20 de metri deasupra nivelului mării. În spatele său începe cea mai nordică perdea forestieră din Dobrogea bulgărească — o pădure formată în principal din salcâmi, care reține zăpada și contribuie la combaterea eroziunii.
De la Capul Sivriburun, până la Capul Kartalburun spre sud se întinde o plajă cu dune de nisip, cea mai nordică plajă din Bulgaria, lungă aproximativ 3 km. Cele mai apropiate așezări sunt Vama Veche, pe partea românescă și Durankulak, pe partea bulgărească.